# تراث غذائي
التراث الغذائي هو مصطلح يضم أصول النباتات والحيوانات وأماكن انتشارها، والمواقع التي قام فيها الناس بزراعة النباتات واستئناس الحيوانات لأول مرة، فضلاً عن المواقع الأولى حول العالم التي قام فيها الناس بمعالجة الغذاء وإعداده وبيعه وتناوله لأول مرة. وتضم هذه المواقع المزارع وجميع أنواع المطاحن ومزارع الألبان والبساتين ومزارع الكرم ومصانع المشروبات والمطاعم والمقاهي والأسواق ومحلات البقالة والفنادق والاستراحات.
وتساعد متاحف الطعام في الحفاظ على التراث الغذائي المحلي والعالمي. ويعد متحف أجروبوليس (Agropolis) في مونبلييه بفرنسا مثالاً حقيقيًا على مثل هذه المتاحف.

## وصلات خارجية
- The Food Museum
- Global Food Heritage Project